# Лимбург (провинция королевства Объединённые Нидерланды)

Объединённое королевство Нидерланды в 1815 году. Провинция Лимбург выделена серо-зелёным

Лимбург — одна из провинций королевства Объединённые Нидерланды, а впоследствии — Бельгии. Провинция существовала пока территория была в составе Нидерландского королевства (1815—1830), а также первые годы существования де-факто независимой Бельгии (1839). После того, как король Виллем I подписал Лондонский договор, провинция была разделена на бельгийскую и нидерландскую части.

## География
Территория провинции Лимбург была такой же, каковой является объединённая территория современных бельгийской и нидерландской провинций с этим названием, за исключением Вурена, который тогда входил в провинцию Льеж. Её столицей был Маастрихт. Провинция делилась на арондисманы Маастрихт, Хасселт и Рурмонд.

## История
После окончательного разгрома Наполеона великие державы создали в 1815 году Объединённое королевство Нидерланды. Новая провинция была создана из бывшего департамента Мёз-Инферьёр Французской империи, за исключением переданных Пруссии Нидеркрюхтена и Херцогенрата. Провинция получила название «Маастрихт» (по своей столице). Однако король Виллем I не желал, чтобы пропало название древнего герцогства Лимбург, и сменил название провинции на «Лимбург».

## Распад

Раздел Лимбурга в 1839.

Во время Бельгийской революции 1830 года находившийся в Маастрихте генерал Ден, командовавший вооружёнными силами провинции Лимбург, выбрал сторону бельгийских повстанцев. 7 ноября 1830 года он оставил город, 9 ноября прибыл в Рурмонд, а 11 ноября — в Венло, которые перешли на сторону восстания. Маастрихт, однако, вновь попал в руки лоялистов, и оставался под нидерландским контролем вплоть до французской интервенции.
В 1839 году король Виллем I подписал Лондонский договор, признавший независимость Бельгии. Взамен бельгийцам пришлось передать восточную часть провинции Лимбург в состав Нидерландов.